# EW91
ET 167 (oznaczenie na PKP EW91) – elektryczne zespoły trakcyjne produkowane w latach 1938–1941 i eksploatowane na liniach S-Bahn w Berlinie. Ostatnie składy eksploatowano w Berlinie do 2003 roku. 20 jednostek w ramach reparacji wojennych po II wojnie światowej przekazano do Polski i przebudowano w zakładach ZNTK Gdańsk. Wprowadzono je do eksploatacji w 1957 roku. Przystosowano je do odbioru prądu z sieci trakcyjnej (oryginalnie zasilane były z trzeciej szyny) i do czasu zmiany jej napięcia zasilania na 3 kV w grudniu 1976 roku eksploatowano na liniach SKM w Trójmieście.
Cztery wycofane jednostki EW91 zostały przebudowane na dwa składy pociągów sieciowych i dalej eksploatowane.